# باناريت (كورتشي)
باناريت (بالأردية: پانارت، بالألبانية: Panariti (Korçë)، بالإنجليزية: Panarit): هو مجتمع في مقاطعة كورتشي، جنوب شرق ألبانيا، والذي أصبح جزءًا من بلدية كورتشي خلال إصلاح الحكومة المحلية 2015.